# Pterocephalus persicus
Pterocephalus persicus är en tvåhjärtbladig växtart som beskrevs av Pierre Edmond Boissier. Pterocephalus persicus ingår i släktet Pterocephalus och familjen Dipsacaceae. Inga underarter finns listade i Catalogue of Life.